# Zigara tenuis
Zigara tenuis är en flockblommig växtart som först beskrevs av Richard Anthony Salisbury, och fick sitt nu gällande namn av Constantine Samuel Rafinesque. Zigara tenuis ingår i släktet Zigara och familjen flockblommiga växter. Inga underarter finns listade i Catalogue of Life.